# 卡南 (康乃狄克州)
卡南（英語：Canaan）是一個位於美國康乃狄克州利奇菲爾德縣的城鎮。

## 地理
卡南的座標為41°57′42″N 73°18′30″W / 41.96167°N 73.30833°W，而該地的平均海拔高度為200米（即656英尺）。

## 人口
根據2010年美國人口普查的數據，卡南的面積為86.20平方千米，當中陸地面積為85.90平方千米，而水域面積為0.30平方千米。當地共有人口1,101人，而人口密度為每平方千米12人。